# Томаровский, Пётр Фёдорович
Пётр Фёдорович Томаровский (16 (29) июня 1909 — 30 июля 1985) — организатор сельскохозяйственного производства, знаменитый табаковод, учёный-селекционер. Герой Социалистического Труда (1949).

## Биография
Окончил Северо-Кавказский институт специальных и технических культур (1931). В 1932—1936 старший научный сотрудник ВНИИ табака и махорки.
С 1938 года директор Алма-Атинского табаководческого совхоза (Илийский, ныне Талгарский район Казахстана). Одновременно в 1945—1948 руководил совхозом «Чиликский», который сам организовал.
Получал высокие урожаи табака, в том числе на землях, ранее считавшихся непригодными для возделывания этой культуры (в 1973 — 36 ц/га табачного листа на площади 435 га). Внедрял в производство сорта, отличавшиеся хорошими курительными качествами. В результате селекции и скрещивания вывел высокопродуктивные гибриды табака.
Один из участников разработки табакоуборочного комбайна (1979, 1982). Автор научных работ по табаководству, молочному животноводству, возделыванию сои. 
В 1948 году совхоз под руководством Петра Томаровского сдал государству в среднем по 27,8 центнера табака «Трапезонд» на площади 77,1 гектаров. Указом Президиума Верховного Совета СССР от 6 мая 1949 года удостоен звания Героя Социалистического Труда «за получение высоких урожаев табака при выполнении совхозом плана сдачи государству сельскохозяйственных продуктов в 1948 году и обеспеченности семенами всех культур в размере полной потребности для весеннего посева 1949 года» с вручением ордена Ленина и золотой медали «Серп и Молот».
Этим же указом звания Героя Социалистического Труда были удостоены старший агроном Анатолий Яковлевич Бриккель, бригадиры Али Ага Амрахов, Сатар Амрахов, звеньевые Деспина Георгиевна Андрияди, Имамат Велиметова, Елена Яковлевна Ловчинова и Мария Дмитриевна Суслина.
С 1978 года персональный пенсионер. Скончался в 1985 году.
Память
Его имя в 1986 году было присвоено совхозу, которым он руководил много лет, и его центральной усадьбе (сейчас посёлок им. Панфилова).

## Награды и звания
- Герой Социалистического Труда
- Орден Ленина — дважды (1949; 06.10.1950)
- Орден Октябрьской Революции (08.04.1971)
- Орден Трудового Красного Знамени — дважды (16.11.1942; 30.04.1966)
- Орден Дружбы народов (03.03.1980)
- Орден «Знак Почёта» (10.12.1973)
- Медаль «За трудовую доблесть» (26.10.1954)
- Медалями ВСХВ и ВДНХ.
- Кандидат сельскохозяйственных наук (1971)
- Заслуженный агроном Казахской ССР (1959).